# Vitpalpsspindel
Vitpalpsspindel (Aulonia albimana) är en spindelart som först beskrevs av Charles Athanase Walckenaer 1805.  Vitpalpsspindel ingår i släktet Aulonia, och familjen vargspindlar. Enligt den finländska rödlistan är arten nära hotad i Finland. Arten är reproducerande i Sverige. Artens livsmiljö är klippor och flyttblock. Inga underarter finns listade.